# Bastien Lachaud
Bastien Lachaud (Vitry-sur-Seine, 5 de agosto de 1980) es un político francés del partido La France insoumise (LFI). Fue elegido miembro de la Asamblea Nacional francesa el 18 de junio de 2017, en representación del departamento de Sena-Saint Denis.

## Biografía
Ex profesor de Historia, Lachaud fue miembro del Partido Socialista hasta 2008, cuando abandonó el partido para unirse al recién formado "Parti de Gauche" (Partido de Izquierda), donde ocupó el cargo de Secretario Nacional. Lachaud también lideró la campaña legislativa nacional de LFI.
En 2019, Bastien Lachaud publicó un ensayo titulado "Faut-il faire la guerre à la Russie" (literal, ''¿Hay que declarar la guerra a Rusia?'').